# A 77-a ediție a Premiilor Globul de Aur
A 77-a ediție a Premiilor Globul de Aur a avut loc la 5 ianuarie 2020 la Hotelul Beverly Hilton din Beverly Hills, California și a fost transmisă în direct pe NBC în Statele Unite. S-au acordat premii pentru cele mai bune filme din 2019 și cele mai bune emisiuni americane de televiziune din 2019. Ricky Gervais a fost gazda ceremoniei pentru a cincea oară.
Nominalizările au fost anunțate pe 9 decembrie 2019 de către Tim Allen, Dakota Fanning și Susan Kelechi Watson.

## Câștigători și nominalizări

### Cinema
| Cel mai bun film | Cel mai bun film |
| Dramă | Muzical sau Comedie |
| --- | --- |
| - 1917 - The Irishman - Joker - Poveste despre căsnicie - Cei doi papi | - A fost odată la... Hollywood - Numele meu e Dolemite - Jojo Rabbit - La cuțite - Rocketman |
| Cea mai bună interpretare (dramă) | |
| Actor | Actriță |
| - Joaquin Phoenix – Joker în rolul Arthur Fleck / Joker - Christian Bale – Marea provocare: Le Mans ’66 în rolul Ken Miles - Antonio Banderas – Pain and Glory în rolul Salvador Mallo - Adam Driver – Poveste despre căsnicie în rolul Charlie Barber - Jonathan Pryce – Cei doi papi în rolul Cardinalul Jorge Mario Bergoglio | - Renée Zellweger – Judy în rolul Judy Garland - Cynthia Erivo – Harriet în rolul Harriet Tubman - Scarlett Johansson – Poveste despre căsnicie în rolul Nicole Barber - Saoirse Ronan – Fiicele doctorului March în rolul Josephine "Jo" March - Charlize Theron – Bombshell în rolul Megyn Kelly                                                  |
| Cea mai bună interpretare (muzical/comedie) | |
| Actor | Actriță |
| - Taron Egerton – Rocketman în rolul Elton John - Daniel Craig – La cuțite în rolul Benoit Blanc - Roman Griffin Davis – Jojo Rabbit în rolul Jojo Betzler - Leonardo DiCaprio – A fost odată la... Hollywood în rolul Rick Dalton - Eddie Murphy – Numele meu e Dolemite în rolul Rudy Ray Moore                                | - Awkwafina – The Farewell în rolul Billi Wang - Ana de Armas – La cuțite în rolul Marta Cabrera - Cate Blanchett – Unde ai dispărut, Bernadette? în rolul Bernadette Fox - Beanie Feldstein – Booksmart - Examen de (i)maturitate în rolul Molly Davidson - Emma Thompson – Late Night în rolul Katherine Newbury                                  |
| Cea mai bună interpretare în rol secundar | |
| Actor în rol secundar | Actriță în rol secundar |
| - Brad Pitt – A fost odată la... Hollywood în rolul Cliff Booth - Tom Hanks – O zi minunată în cartier în rolul Fred Rogers - Anthony Hopkins – Cei doi papi în rolul Pope Benedict XVI - Al Pacino – The Irishman în rolul Jimmy Hoffa - Joe Pesci – The Irishman în rolul Russell Bufalino                                     | - Laura Dern – Poveste despre căsnicie în rolul Nora Fanshaw - Kathy Bates – Richard Jewell în rolul Barbara "Bobi" Jewell - Annette Bening – The Report în rolul Dianne Feinstein - Jennifer Lopez – Hustlers în rolul Ramona Vega - Margot Robbie – Bombshell în rolul Kayla Pospisil                                                             |
| Altele | |
| Cel mai bun regizor | Cel mai bun scenariu |
| - Sam Mendes – 1917 - Bong Joon-ho – Parazit - Todd Phillips – Joker - Martin Scorsese – The Irishman - Quentin Tarantino – A fost odată la... Hollywood | - Quentin Tarantino – A fost odată la... Hollywood - Noah Baumbach – Poveste despre căsnicie - Bong Joon-ho and Han Jin-won – Parazit - Anthony McCarten – Cei doi papi - Steven Zaillian – The Irishman |
| Cea mai bună coloană sonoră | Cea mai bună melodie originală |
| - Hildur Guðnadóttir – Joker - Alexandre Desplat – Fiicele doctorului March - Randy Newman – Poveste despre căsnicie - Thomas Newman – 1917 - Daniel Pemberton – Motherless Brooklyn | - „(I'm Gonna) Love Me Again”" (Elton John, Bernie Taupin) – Rocketman - „Beautiful Ghosts” (Taylor Swift, Andrew Lloyd Webber) – Cats - „Into the Unknown” (Kristen Anderson-Lopez, Robert Lopez) – Frozen II - „Spirit” (Beyoncé, Timothy McKenzie, Ilya Salmanzadeh) – Regele leu - „Stand Up” (Joshuah Brian Campbell, Cynthia Erivo) – Harriet |
| Cel mai bun film de animație | Cel mai bun film străin |
| - Haios și blănos - Regatul de Gheață 2 - Cum să-ți dresezi dragonul 3 - Regele leu - Povestea jucăriilor 4 | - Parazit (Coreea de Sud) - The Farewell (SUA) - Mizerabilii (Franța) - Pain and Glory (Spania) - Portretul unei femei în flăcări (Franța) |

### Filme cu mai multe nominalizări
| Nominalizări | Filme                         |
| ------------ | ----------------------------- |
| 6            | Poveste despre căsnicie       |
| 5            | The Irishman                  |
| 5            | Once Upon a Time in Hollywood |
| 4            | Joker                         |
| 4            | Cei doi papi                  |
| 3            | 1917                          |
| 3            | La cuțite                     |
| 3            | Parazit                       |
| 3            | Rocketman                     |
| 2            | Bombshell                     |
| 2            | Numele meu e Dolemite         |
| 2            | The Farewell                  |
| 2            | Regatul de gheață 2           |
| 2            | Harriet                       |
| 2            | Jojo Rabbit                   |
| 2            | Regele leu                    |
| 2            | Fiicele doctorului March      |
| 2            | Pain and Glory                |

### Televiziune
| Cel mai bun serial TV | Cel mai bun serial TV |
| Dramă | Muzical/comedie |
| --- | --- |
| - Succession - Big Little Lies - The Crown - Killing Eve - The Morning Show | - Fleabag - Barry - The Kominsky Method - The Marvelous Mrs. Maisel - The Politician |
| Cea mai bună interpretare într-un serial TV – Dramă | |
| Actor | Actriță |
| - Brian Cox – Succession în rolul Logan Roy - Kit Harington – Game of Thrones în rolul Jon Snow - Rami Malek – Mr. Robot în rolul Elliot Alderson - Tobias Menzies – The Crown în rolul prințului Filip, duce de Edinburgh - Billy Porter – Pose în rolul Pray Tell                                              | - Olivia Colman – The Crown în rolul reginei Elisabeta a II-a - Jennifer Aniston – The Morning Show în rolul Alex Levy - Jodie Comer – Killing Eve în rolul Oksana Astankova / Villanelle - Nicole Kidman – Big Little Lies în rolul Celeste Wright - Reese Witherspoon – The Morning Show în rolul Bradley Jackson            |
| Cea mai bună interpretare într-un serial TV – Comedie/muzical | |
| Actor | Actriță |
| - Ramy Youssef – Ramy în rolul Ramy Hassan - Michael Douglas – The Kominsky Method în rolul Sandy Kominsky - Bill Hader – Barry în rolul Barry Berkman / Barry Block - Ben Platt – The Politician în rolul Payton Hobart - Paul Rudd – Living with Yourself în rolul Miles Elliot / clona lui Miles Elliot Clone | - Phoebe Waller-Bridge – Fleabag în rolul Fleabag - Christina Applegate – Dead to Me în rolul Jen Harding - Rachel Brosnahan – The Marvelous Mrs. Maisel în rolul Miriam "Midge" Maisel - Kirsten Dunst – On Becoming a God in Central Florida în rolul Krystal Stubbs - Natasha Lyonne – Russian Doll în rolul Nadia Vulvokov |
| Cea mai bună interpretare într-o miniserie sau film de televiziune | |
| Actor | Actriță |
| - Russell Crowe – The Loudest Voice în rolul Roger Ailes - Christopher Abbott – Catch-22 în rolul Capt. John Yossarian - Sacha Baron Cohen – The Spy în rolul Eli Cohen / Kamel Amin Thaabet - Jared Harris – Cernobîl în rolul Valeri Legasov - Sam Rockwell – Fosse/Verdon în rolul Bob Fosse                  | - Michelle Williams – Fosse/Verdon în rolul Gwen Verdon - Kaitlyn Dever – Unbelievable în rolul Marie Adler - Joey King – The Act în rolul Gypsy Rose Blanchard - Helen Mirren – Ecaterina cea Mare în rolul Ecaterina cea Mare - Merritt Wever – Unbelievable în rolul Det. Karen Duvall                                      |
| Cea mai bună interpretare în rol secundar într-o miniserie sau film de televiziune | |
| Actor în rol secundar | Actriță în rol secundar |
| - Stellan Skarsgård – Cernobîl în rolul Boris Șcerbina - Alan Arkin – The Kominsky Method în rolul Norman Newlander - Kieran Culkin – Succession în rolul Roman Roy - Andrew Scott – Fleabag în rolul preotului - Henry Winkler – Barry în rolul Gene Cousineau                                                  | - Patricia Arquette – The Act în rolul Dee Dee Blanchard - Helena Bonham Carter – The Crown în rolul prințesei Margaret - Toni Collette – Unbelievable în rolul Det. Grace Rasmussen - Meryl Streep – Big Little Lies în rolul Mary Louise Wright - Emily Watson – Cernobîl în rolul Ulana Homiuk                              |
| Cea mai bună miniserie sau film TV | |
| - Cernobîl - Catch-22 - Fosse/Verdon - The Loudest Voice - Unbelievable | |

### Seriale TV cu mai multe nominalizări
| Nominalizări | Program TV                |
| ------------ | ------------------------- |
| 4            | Chernobyl                 |
| 4            | The Crown                 |
| 4            | Unbelievable              |
| 3            | Barry                     |
| 3            | Big Little Lies           |
| 3            | Fleabag                   |
| 3            | Fosse/Verdon              |
| 3            | The Kominsky Method       |
| 3            | The Morning Show          |
| 3            | Succession                |
| 2            | The Act                   |
| 2            | Catch-22                  |
| 2            | Killing Eve               |
| 2            | The Loudest Voice         |
| 2            | The Marvelous Mrs. Maisel |
| 2            | The Politician            |